# Тищенко, Матвей Матвеевич
Матвей Матвеевич Тищенко (1906—1952) — советский офицер-миномётчик в Великой Отечественной войне, Герой Советского Союза (24.03.1945). Лейтенант.

## Биография
Родился 29 ноября 1906 года в Бердянске. Работал слесарем. В 1936 году Тищенко окончил два курса Бердянского педагогического института, после чего работал в системе профтехобучения. В начале Великой Отечественной войны был отправлен в эвакуацию в Новосибирск, где работал мастером в ремесленном училище № 4. 
В марте 1942 года был призван на службу в Рабоче-крестьянскую Красную Армию. В том же году он окончил Белоцерковское военно-политическое училище (Томск). С сентября 1942 года — на фронтах Великой Отечественной войны. В боях был ранен.
К июлю 1944 года лейтенант Матвей Тищенко командовал миномётным взводом 1280-го стрелкового полка 391-й стрелковой дивизии 3-й ударной армии 2-го Прибалтийского фронта. Участвовал в сражениях на территории Латвийской ССР. 26 июля 1944 года взвод Тищенко захватил важную высоту в районе деревни Буши Лудзенского района, после чего удерживал её, за день отразив двенадцать немецких контратак. В разгар боя расчёты взвода вели огонь под углом 75-80 градусов, сами несли потери от осколков собственных мин, но смогли отбросить противника. Когда кончились боеприпасы, миномётчики продолжали отбиваться врукопашную. Тищенко лично уничтожил 4 вражеских солдат. Во время следующей контратаки он вызвал огонь на себя. Подошедшее подкрепление застало в живых, но в бессознательном состоянии, лишь Тищенко и трёх бойцов его взвода.
Указом Президиума Верховного Совета СССР от 24 марта 1945 года за «мужество и героизм, проявленные на фронте борьбы с немецкими захватчиками», лейтенант Матвей Тищенко был удостоен высокого звания Героя Советского Союза с вручением ордена Ленина и медали «Золотая Звезда» за номером 7542.
После окончания войны Тищенко был демобилизован. Вернулся на родину, работал слесарем, секретарём парторганизации завода сельхозмашин. Скоропостижно умер 20 февраля 1952 года, похоронен на Старом кладбище Бердянска.
Был также награждён орденом Красной Звезды (24.07.1944) и рядом медалей.
В честь Тищенко названа улица в Бердянске.